# Imbrius micaceus
Imbrius micaceus là một loài bọ cánh cứng trong họ Cerambycidae.